# Großinzersdorf
Großinzersdorf ist eine Ortschaft und eine Katastralgemeinde der Stadtgemeinde Zistersdorf im Bezirk Gänserndorf in Niederösterreich. Die Ortschaft hat 483 Einwohner (Stand 1. Jänner 2024).

## Geografie
Die Ortschaft erstreckt sich beiderseits des Großinzersdorfer Baches in West-Ost-Richtung und wird verkehrsmäßig von der aus Süden kommenden Landesstraße L15 erschlossen, die nach Zistersdorf im Norden führt.

## Geschichte
Der Ort wird urkundlich erstmals 1160 genannt. 1850 konstituierte sie der Ort zur Gemeinde Groß-Inzersdorf. Laut Adressbuch von Österreich waren im Jahr 1938 in der Ortsgemeinde Groß-Inzersdorf zwei Bäcker, zwei Binder, ein Fleischer, ein Friseur, ein Gastwirt, drei Gemischtwarenhändler, ein Glaser, eine Hebamme, eine landwirtschaftliche Genossenschaft, ein Sattler, ein Schlosser, zwei Schmiede, zwei Schneider und zwei Schneiderinnen, drei Schuster, zwei Tischler, ein Viehhändler, zwei Viktualienhändler, zwei Wagner, ein Weinhändler, drei Weinsensale und einige Landwirte ansässig.
Zum 1. Jänner 1972 wurde mit der NÖ. Kommunalstrukturverbesserung die Gemeinde Großinzersdorf nach Zistersdorf eingemeindet.

## Kultur und Sehenswürdigkeiten
- Katholische Pfarrkirche Großinzersdorf hl. Rosalia

## Wirtschaft und Infrastruktur

### Öffentliche Einrichtungen
In Großinzersdorf befindet sich ein Kindergarten.

## Persönlichkeiten
- Rainer Kollmann OCist (1699–1776), 54. Abt des Zisterzienserstifts Zwettl zwischen 1747 und 1776
- Johann Georg Frimberger (1851–1919), Schriftsteller und Dialektdichter
- Georg Falmbigl (1877–1962), Landwirt, Politiker (CSP) und Abgeordneter zum Landtag von Niederösterreich
- Karl Hofstetter (1912–2007), Landwirt und Politiker (ÖVP)
- Adolf Frohner (1934–2007), Maler, Grafiker und Bildhauer
- Godfrid Wessely (* 1934), österreichischer Geologe
- Johannes Szypulski (* 1956), Abt von Stift Zwettl, war ab 1992 Seelsorger in Großinzersdorf